# Francesco Verzegnassi
Francesco Verzegnassi (1837 – 15. září 1910 Perteole) byl rakouský právník a politik italské národnosti z Gorice a Gradišky, na přelomu 19. a 20. století poslanec Říšské rady.

## Biografie
Působil jako poslanec Zemského sněmu Gorice a Gradišky a byl i členem zemského výboru.
Byl poslancem Říšské rady (celostátního parlamentu Předlitavska), kam usedl ve volbách do Říšské rady roku 1897 za kurii velkostatkářskou v Gorici a Gradišce. Mandát zde obhájil ve volbách do Říšské rady roku 1901. Ve volebním období 1897–1901 se uvádí jako Dr. Franz Verzegnassi, advokát a statkář, bytem Gorizia.
Ve volbách roku 1897 je uváděn jako italský liberální kandidát, stejně tak ve volbách roku 1901. Je zachycen na fotografii, publikované v květnu 1906 (ovšem pořízené cca v roce 1904), mezi 18 členy poslaneckého klubu Italské sjednocení (Italienische Vereinigung) na Říšské radě.
Zemřel v září 1910 ve věku 73 let.